# Kasteel van Rosanbo
Het Kasteel van Rosanbo (Frans: Château de Rosanbo) is een kasteel in de Franse gemeente Lanvellec. Het kasteel is een beschermd historisch monument sinds 1930.